# Ariadna Rokossowska
Ariadna Konstantinowna Rokossowska, ros. Ариадна Константиновна Рокоссовская (ur. 7 października 1980 w Moskwie) – rosyjska dziennikarka.

## Życiorys
Prawnuczka marszałka Konstantego Rokossowskiego, córka Konstantina Wiljewicza Rokossowskiego i Ludmiły Okuniewej, w 2002 roku ukończyła studia na Wydziale Dziennikarstwa Międzynarodowego Moskiewskiego Państwowego Instytutu Stosunków Międzynarodowych. Podczas studiów pracowała między innymi w agencji informacyjnej ITAR-TASS i w studio „Mieżdunarodnaja Panorama” kanału telewizyjnego „Rossija”. Od 2002 roku w rosyjskim dzienniku rządowym „Rossijskaja Gazieta” („RG”), najpierw jako dziennikarka, później jako zastępca sekretarza wykonawczego redakcji. W 2010 roku wróciła do pracy dziennikarskiej, do 2022 r. pisała w „RG” o polityce w krajach Unii Europejskiej, szczególnie o wydarzeniach w Niemczech i w Polsce.
W 2006 roku została laureatką rosyjskiej Pierwszej Prasowej Nagrody Narodowej „Iskra”. Publikowała też w Gazecie Wyborczej materiały z cyklu „Z Rosji o Rosji”.
Ariadna Rokossowska 30 lipca 2014 r. otrzymała w Ambasadzie RP w Moskwie polski Brązowy Krzyż Zasługi „Za szczególny wkład w tworzenie przyjaznego obrazu Polski w społeczeństwie rosyjskim oraz obiektywne i profesjonalne relacjonowanie spraw polskich”.
W roku 2020 ukazała się w Rosji książka jej autorstwa pt. „Утро после победы” („Ranek po zwycięstwie”).